# Amphiascus graciloides
Amphiascus graciloides är en kräftdjursart som beskrevs av Walter Klie 1950. Enligt Catalogue of Life ingår Amphiascus graciloides i släktet Amphiascus och familjen Diosaccidae, men enligt Dyntaxa är tillhörigheten istället släktet Amphiascus och familjen Miraciidae. Arten är reproducerande i Sverige.

## Underarter
Arten delas in i följande underarter:
- A. g. graciloides
- A. g. trisetpsus